# Processo de Luís XVI

O processo de Luís XVI foi um evento chave da Revolução Francesa. Envolveu o julgamento do ex-rei francês Luís XVI perante a Convenção Nacional e levou à sua execução.

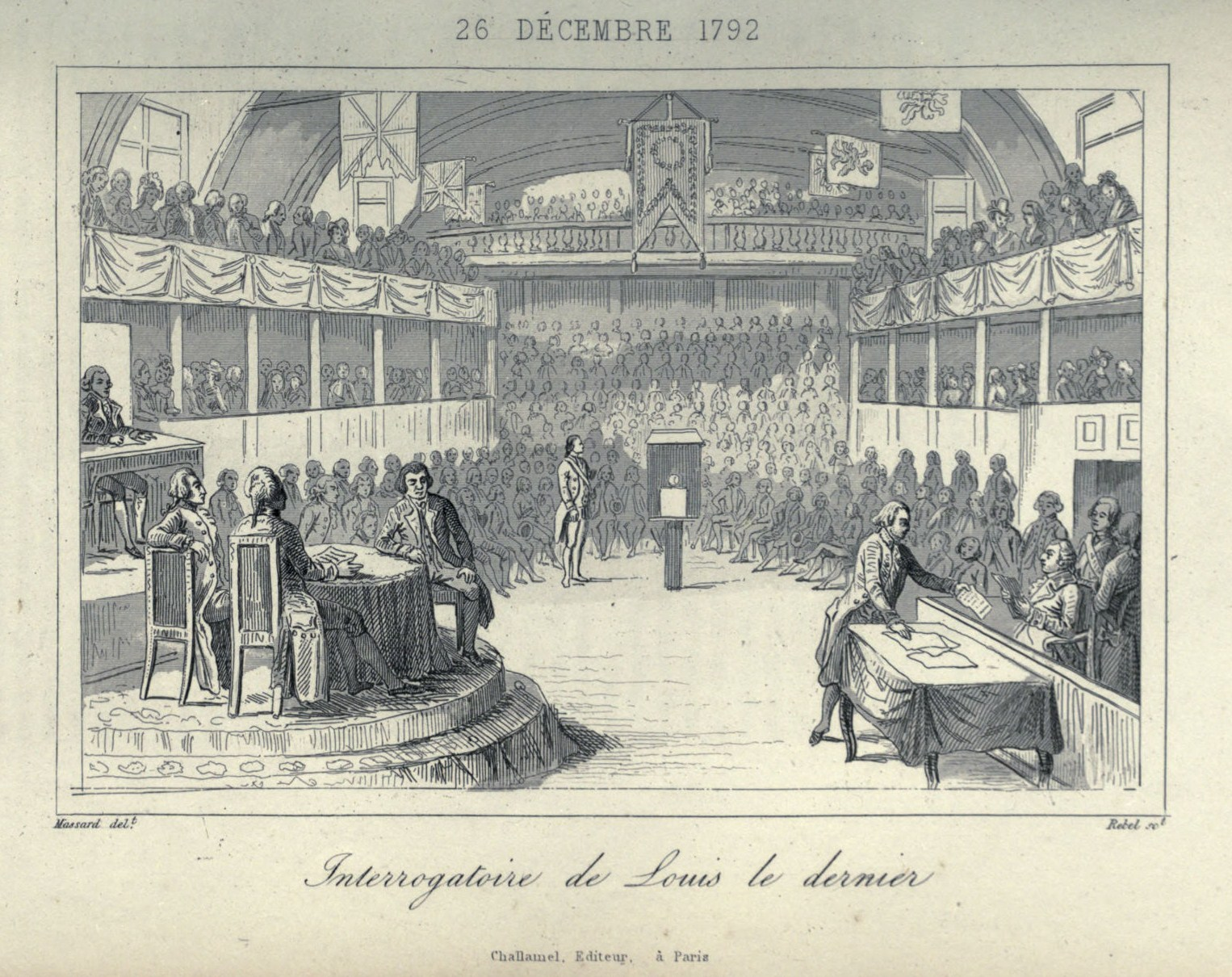
O interrogatório de "Luís, o Último" pela Convenção.

Esse foi uns dos julgamentos mais marcantes da história, pois pela primeira vez um rei foi executado. A França era uma monarquia constitucional, o Rei era o detentor do Poder Executivo e a sua autoridade estava limitada pela Constituição e pela Assembleia Nacional.

## Contexto
O Palácio de Versalhes era o símbolo da riqueza e poder que a nobreza e realeza possuíam, com seu grande esplendor e tamanho. A França no seu Antigo Regime era dividida entre o rei, o símbolo do poder, o Primeiro Estado composto pelo Clero, Segundo Estado composto pela nobreza e o Terceiro Estado, composto pela população com pouco prestígio, também chamados de sans-cullotes.
O clero e a nobreza não pagavam impostos, e também eram os únicos a possuir os direitos de participar ativamente da vida política, enquanto o Terceiro Estado era o único que sustentava os gastos da realeza e não possuíam nenhum direito de participação política. No caso eles eram obrigados a sustentar o Primeiro e Segundo Estado, o que gerava um quadro de grande desigualdade.
A França, depois da Guerra de Independência dos Estados Unidos entrou em um grande período de crise econômica, principalmente por causa dos gastos que ela teve ao apoiar os Estados Unidos contra a Inglaterra. Além disso, temos que citar os fatores ambientais, a França era altamente dependente da sua agricultura para produção de alimentos.
Em 1786 ocorreu uma grave seca, o que acabou com a produção de alimentos, gerando crises de fome. Com a má administração dos cargos da nobreza que não pagavam nenhum tipo de imposto, ou seja, Terceiro Estado já estava sofrendo com a falta de comida e ainda teria que sustentar os gastos excessivos da nobreza e do clero.
Quando a situação chegou a um estado extremo, o Ministério de Economia de Luís XVI fez uma proposta de reforma econômica, eles retirariam as vantagens da nobreza e do clero de ficar isentos de impostos, além de controlar os gastos da realeza, porém, oficialmente, o clero e a nobreza não queriam pagar impostos, eles queriam manter seus privilégios e, no lugar disso, queriam aumentar ainda mais os impostos sobre o Terceiro Estado, ou seja, eles praticamente ignoraram os decretos fiscais de Luís XVI.
O rei ficou em uma situação crítica, ele não poderia cobrar mais impostos sobre o Terceiro Estado nem do Primeiro e Segundo. Então ele resolveu convocar os Estados Gerais, algo que não ocorria desde 1614. Os Estados Gerais eram uma assembleia composta pelos três estados, tinha em torno de 270 membros da nobreza, 260 membros do clero e 578 membros do Terceiro Estado, mas mesmo assim não chegaram a um acordo, porque o Primeiro e Segundo Estado queriam que a votação fosse por Estado, ou seja, o Primeiro Estado inteiro com um voto, a mesma situação para os outros Estados. Enquanto isso, o Terceiro Estado, que era maioria, queria um voto por pessoa, onde conseguiriam facilmente manter a sua proposta de cobrar impostos dos outros estados, mas depois de dias eles não chegavam a um acordo comum.
Então o Terceiro Estado, com apoio de alguns membros do clero resolveram sair da reunião dos Estados Gerais e começar outra assembleia, a Assembleia Nacional Constituinte, onde eles só iriam sair quando fosse formada uma nova Constituição. O rei inicialmente os deixou saírem para formar a assembleia, mas enquanto eles discutiam, um exército se formou para enfrentar os que logo se tornariam os revolucionários. Em 14 de julho de 1789, o Terceiro Estado tomou a Bastilha, começando assim o período como a primeira fase da Revolução Francesa. Com a tomada da Bastilha, foram proclamados ideais iluministas como a igualdade, liberdade e fraternidade, também inspirados na república que foi instaurada logo depois da independência dos Estados Unidos. Essa situação chegou a um período de extremo medo da população, pois não sabiam quem seria executado, como ficaria o confronto do rei e da população, logo o período ficou denominado de Grande Medo, no qual não se sabia o que aconteceria com a França. O conflito durou por dois anos até quem em junho de 1791, o rei Luís foi detido tentando fugir do país junto com sua família, ele supostamente estava se reunindo com aliados no exterior para formar um exército e tomar a força o poder para suas mãos, mas não deu certo e ele foi obrigado a jurar a nova Constituição.
Na Assembleia Legislativa haviam os girondinos, conservadores ligados à monarquia, os jacobinos, populares revolucionários e a planície, que não possuía ligação forte com nenhum dos lados. O governo era a Convenção Nacional que funcionava como uma espécie de parlamento para a monarquia constitucional da época. Luís XVI só possuía o poder de veto, nada mais. As discussões sobre a revolução, como a economia continuaram até 1792, onde a França foi invadida por exércitos da Áustria e da Prússia, isso levou as camadas populares a pegar em armas e defender as ruas, isso ficou conhecido como Comuna Insurrecional. Em setembro de 1792, depois da vitória francesa sobre os invasores, o rei Luís XVI foi acusado de ter colaborado com os estrangeiros, ter traído a sua própria pátria para retomar o poder, logo ele recebeu a alcunha de Luís Capeto.
No dia 3 de dezembro, a Convenção decretou que ele deveria ser levado para ouvir as acusações no dia 11 de dezembro, isso abalou visivelmente o rei, ele já não possuía o vigor de quando era o líder. Barère, o presidente da comissão anuncia, no dia 11 de dezembro, que o ex-rei estava presente, ou seja, assim começava o julgamento do rei Luís XVI.
No dia 10 de agosto de 1792, o Palácio das Tulherias, residência do Rei de França, Luís XVI é tomado de assalto. O Rei, acompanhado de sua família, refugia-se nas instalações da Assembléia Nacional Constituinte, porém esta, voltando-se contra ele, suspende-o de suas funções. Luís XVI é então encarcerado na Prisão do Templo. A Convenção, nova assembleia constituinte eleita pela primeira vez através do sufrágio universal, reúne-se pela primeira vez no dia 20 de setembro de 1792. Ela decide pela abolição da realeza. No dia seguinte, 21 de setembro de 1792, o ato é proclamado. Os deputados dividem-se sobre a sorte reservada ao rei.
No entanto, a descoberta do "Armário de Ferro" nas Tulherias, em 20 de novembro de 1792, torna o processo inevitável. Segundo os revolucionários, os documentos encontrados dentro desse cofre secreto provam, sem contestação possível, a traição de Luís XVI. Porém os historiadores Paul e Pierrette Girault de Coursac colocaram diversas vezes em dúvida a autenticidade desses documentos.
O processo começa em 10 de dezembro.

## Sessão de 11 de dezembro de 1792
É Barère quem preside a Convenção Nacional. Ele faz ler o ato enunciativo de acusação que foi redigido sobre a base do "Relatório sobre os crimes imputados à Luís Capeto" de Robert Lindet. Barère procede pessoalmente ao interrogatório de Luís XVI.

## Os principais tópicos da acusação
O primeiro processo que aconteceu contra Luís XVI foi liderado por Vazelé, um jacobino extremista, então seu processo era cheio de ódio, seu documento era cheio de ódio, ele queria o sangue do rei derramado na frente de toda a população, o que aconteceu foi que o documento não tinha provas concretas, era muito vazio e fraco, demonstrava mais ódio do que justiça.
Já depois, com a descoberta do Armário de Ferro nas Tulherias, em 20 de novembro de 1792, ocorreu uma reviravolta, tal armário servia para que o rei guardasse seus documentos confidenciais, suas cartas. Quando o armário foi descoberto, conseguiram acesso a muitas provas que poderiam incriminar o rei ou não. Os documentos eram comprometedores não só para o rei, que mostrava sua traição e suas correspondências com os guardas e pessoas de sua confiança no exterior para conseguir sua fuga, como também mostrava os documentos que levavam a uma ideia de corrupção. Ele pagava aos guardas para fazerem sua defesa pessoal, os guardas recebiam além do seu soldo uma recompensa para estar do lado do rei.

### Tópicos da acusação
- Ter tentado impedir a reunião dos Estados Gerais e, desta forma, ter atentado contra a liberdade.
- Ter reunido um exército contra os cidadãos de Paris e de apenas tê-lo afastado após a Tomada da Bastilha.
- Não ter mantido suas promessas à Assembleia Constituinte, ter evitado a abolição do feudalismo e deixado ser pisada a cocarda tricolor, provocando assim a Jornada de 5 e 6 de Outubro de 1789.
- Ter prestado juramento quando da Festa da Federação para tentar, em seguida, corromper a Assembleia Constituinte em particular, por intermédio de Mirabeau.
- Ter enganado a Assembleia Constituinte encaminhando-lhe cópia de carta endereçada aos agentes diplomáticos, indicando que havia aceito livremente a Constituição, e, ao mesmo tempo, utilizando dinheiro do povo na preparação da fuga da família real.
- Acordo firmado entre Leopoldo II da Áustria e o Rei da Prússia para restabelecer a monarquia francesa.
- Ter enviado somas consideráveis para o Marquês de Bouillé e para os emigrados franceses.
- Ter tomado parte na Insurreição de 10 de Agosto de 1792.
- Ter autorizado Septeuil a fazer um comércio considerável de grãos, açúcar e café.
- Ter vetado o decreto prevendo a formação de um campo de 20 000 federados.
- Ter responsabilidade no Massacre do Campo de Marte, em 17 de Julho de 1791.

## Interrogatório
Luís XVI ouviu os tópicos de acusação sentado na mesma poltrona em que havia aceito a Constituição. Após a leitura do ato enunciativo de acusação, o presidente Bertrand Barère retoma cada artigo de acusação e questiona Luís XVI.

O que se segue é uma tradução em língua portuguesa do diálogo entre Barère e Luís XVI:

O Presidenteː Você é acusado de cometer atentados contra a soberania do povo, em 20 de junho de 1789.
Luís XVIː Nenhuma lei me proibia então de fazer o que fiz nessa época.
O Presidenteː Em 14 de Julho de 1789, véspera da Tomada da Bastilha, fez marchar as tropas contra Paris;  fez derramar o sangue dos cidadãos.
Luís XVIː Eu era dono de fazer marchar as tropas para onde quisesse. Jamais foi minha intenção fazer correr sangue.
O Presidente Vós evitastes durante muito tempo a execução dos decretos de 4 de agosto. Vós permitistes que, nas orgias feitas sob vossos olhos, a cocarda tricolor fosse pisada.
Luís XVI: Eu fiz as observações que achei justas e necessárias sobre os decretos que me foram apresentados. Com relação à cocarda, o fato é falso; ele jamais aconteceu diante de mim.
O Presidenteː Vós distribuístes dinheiro entre os trabalhadores do Faubourg Saint-Antoine, para levá-los para vosso partido.
Luís XVIː Eu não tinha prazer maior que o de dar àqueles que tinham necessidade; não havia nada nisso que atendesse a algum projeto.
O Presidente: Vós simulastes uma indisposição para ir até Saint-Cloud ou Rambouillet, sob pretexto de restabelecer vossa saúde.
Luís XVI: Esta acusação é absurda.
O Presidente: Em 17 de Julho, fizestes derramar o sangue de cidadãos no Campo de Marte.
Luís XVI: O que se passou em 17 de Julho não me pode ser imputado.
O Presidente: Vós pagastes vossos guardas pessoais em Coblentz ; os registros de Septeuil disso fazem fé.
Luís XVI: Assim que soube que os guardas pessoais se formavam do outro lado do Reno, eu proibi que recebessem qualquer pagamento,
O Presidente: Vós vos calastes sobre o Tratado de Pilnitz, pelo qual os reis estrangeiros se comprometeram a restabelecer a monarquia absoluta na França.
Luís XVI: Eu o fiz conhecer assim que veio ao meu conhecimento. De resto, é um assunto que, após a Constituição, diz respeito aos ministros.
O Presidente: Vós fizestes derramar sangue no 10 de agosto.
Luís XVI: Não, senhor; não fui eu!

O rei pronunciou estas palavras com veemente indignação.
O interrogatório terminou.
"Luís, tendes algo a acrescentar ? ", pergunta-lhe o Presidente.

"Peço comunicação das acusações que venho de ouvir e das peças que a elas estão anexadas e a facilidade de escolher um conselho para defender-me".
Apresentam-lhe então as peças produzidas como apoio ao ato enunciativo de acusação. Luís XVI diz:
"Eu não as reconheço".
Ele também não reconhece sua assinatura e seu selo com as armas da França no rodapé de uma carta para o bispo de Clermont e afirma ignorar a existência de um "Armário de ferro" nas Tulherias. A audiência é terminada.

## Um processo sem testemunhas

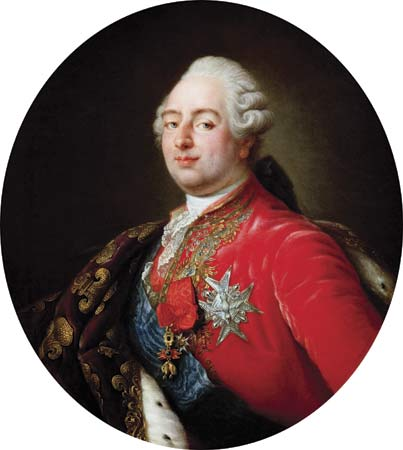
Luís XVI em 1786

Segundo os historiadores Paul e Pierrette Girault de Coursac, que fizeram pesquisas sobre o processo de Luís XVI durante dez anos, este processo desenrolou-se sem testemunhas, nem de acusação, nem de defesa, o que constitui uma anomalia que não se encontra em processos políticos.
Havia, no entanto, numerosas testemunhas potenciais:
- Arnaud de Laporte, Intendente da Lista Civil. Foi executado em 23 de agosto de 1792.
- Claude Delessart, Ministro de Negócios Estrangeiros, imediatamente anterior à declaração de guerra. Foi massacrado em Versailles em 9 de setembro de 1792.
- O Duque de Brissac, Comandante da Guarda Constitucional do Rei. Foi massacrado em 9 de setembro de 1792.
- D'Abrancourt, Ministro da Guerra.
- Jean-Baptiste Étienne de la Rivière, juiz que se ocupou do caso do Comitê austríaco.

Estas testemunhas potenciais foram mortas quando dos Massacres de Setembro de 1792, organizado pelo Ministro da Justiça (Danton) e o Ministro do Interior (Roland).

## A Convenção Nacional atribui defensores para Luís XVI
Em 12 de dezembro de 1792, a Convenção atribui defensores para Luís XVI. São eles: François Denis Tronchet, Chrétien-Guillaume de Lamoignon de Malesherbes, Guy-Jean-Baptiste Target e Raymond de Sèze.

## Extrato da argumentação de Romain de Sèze em favor de Luís XVI
Cidadãos representantes da Nação. É finalmente chegado o momento onde Luís, acusado em nome do povo francês, pode se fazer ouvir em meio a esse mesmo povo ! É chegado o momento onde, rodeado pelos conselhos que a Humanidade e a Lei lhe deram, ele pode apresentar à Nação uma defesa e desenvolver frente a ela as intenções que sempre o animaram ! Cidadãos, vos falarei com a franqueza de um homem livre : procuro dentre vós juízes e não vejo senão acusadores ! Vós quereis julgar sobre a sorte de Luís e vós mesmos o acusais ! Vós quereis e já emitistes vosso voto ! Vós quereis julgar sobre a sorte de Luís e vossas opiniões percorrem a Europa ! Luís será assim o único francês para quem não há nenhuma lei, nem nenhuma forma ! Ele não desfrutará nem de sua antiga condição nem da nova ! Que destino estranho e inconcebível ! Franceses, a revolução que vos regenera desenvolveu dentro de vós grandes virtudes ; porém temei que ela não tenha enfraquecido dentro de vossas almas o sentimento de humanidade sem o qual não pode haver senão deformações ! Escutai de antemão a História que dirá à posteridade : "Luís subiu ao trono há vinte anos e há vinte anos deu exemplo de costumes : ele não carregou nenhuma fraqueza condenável nem nenhuma paixão corruptível ; ele foi econômico, justo e severo ; ele mostrou-se sempre amigo constante do povo. O povo desejava a destruição de um imposto desastroso que pesava sobre ele, ele o destruiu ; o povo pedia a abolição de uma servidão, ele começou por aboli-la dentro de seus próprios domínios ; o povo solicitava reformas dentro da legislação criminal para o abrandamento da sorte dos acusados, ele fez estas reformas ; o povo queria que milhares de franceses, que o rigor de nossos costumes tinha privado até então dos direitos que pertenciam aos cidadãos, adquirissem estes direitos ou os recuperassem, ele os fez usufruir deles por suas leis. O povo quis a liberdade, ele lha deu ! Ele veio inclusive em sua direção por seus sacrifícios e, no entanto, é em nome desse mesmo povo que hoje se pede… Cidadãos, eu não vou concluir… EU PARO DIANTE DA HISTÓRIA : pensem que ela julgará vosso julgamento e que o seu será aquele dos séculos.
Negando os autos de acusação, Romain de Sèze os divide de forma acertada : encarando como nulos aqueles anteriores à Constituição ou que tivessem sido anistiados por ela e aqueles que lhe fossem posteriores mas cuja responsabilidade fosse legalmente assumida pelos ministros. Ele nega o apelo ao estrangeiro e declara Luís XVI não responsável pelas negociações com a Áustria, encaminhadas por seus irmãos. Da mesma forma, ele nega o envio de subsídios aos emigrados, já que a acusação carecia, a bem da verdade, de provas formais. Foi a parcela menos sólida da defesa, o que, na verdade, pouco importava, já que os deputados da Convenção tinham a convicção que Luís XVI havia compactuado com o inimigo.

## Declaração de Luís XVI por sua defesa em 26 de dezembro de 1792
A declaração do rei em sua defesa:

Acabam de vos expor os meios de minha defesa; eu não os renovarei mais ! Falando-vos talvez pela última vez, eu vos declaro que minha consciência não me acusa de nada e que meus defensores apenas vos disseram a verdade.

Jamais temi que minha conduta fosse examinada publicamente, porém meu coração está despedaçado por encontrar dentro dos autos de acusação a imputação de haver derramado o sangue do povo e, sobretudo, de que os males do 10 de agosto me são atribuidos.

Confesso que as provas multiplicadas que dei em todas as épocas de meu amor pelo povo e a maneira como me conduzi pareceram-me provar que eu temia pouco me expor para poupar seu sangue e afastar para sempre de mim semelhante imputação.